# Microdon aeneus
Microdon aeneus är en tvåvingeart som beskrevs av Keiser 1952. Microdon aeneus ingår i släktet myrblomflugor, och familjen blomflugor. Inga underarter finns listade i Catalogue of Life.